# Hermannia lacera
Hermannia lacera är en malvaväxtart som först beskrevs av Ernst Meyer och William Henry Harvey, och fick sitt nu gällande namn av Henry Georges Fourcade. Hermannia lacera ingår i släktet Hermannia och familjen malvaväxter. Inga underarter finns listade i Catalogue of Life.